# Рыженькин, Иван Семёнович
Иван Семёнович Рыженькин (4 августа 1922, Шилы, Смоленская губерния — 4 декабря 1979, Выгоничи, Брянская область) — командир расчёта 82-миллиметрового миномёта стрелкового батальона 82-го гвардейского стрелкового полка 32-й гвардейской стрелковой дивизии  2-й гвардейской армии 1-го Прибалтийского фронта, гвардии старшина — на момент представления к награждению орденом Славы 1-й степени.

## Биография
Родился 4 августа 1922 года в деревне Шилы (ныне - Смоленского района Смоленской области). Окончил 7 классов и 3 курса сельскохозяйственного техникума.
В Красной Армии с августа 1941 года. В боях Великой Отечественной войны с апреля 1942 года. Принимал участие в освобождении Крыма, Украины, Прибалтики. В 1943 году стал членом ВКП/КПСС.
Командир расчета 82-миллиметрового миномета стрелкового батальона 82-го гвардейского стрелкового полка гвардии старшина Иван Рыженькин в боях на Керченском полуострове, командуя бойцами, метким огнём накрыл три пулеметные точки противника. При отражении контратак у населенного пункта Юраков-Кут 23 марта 1944 года, искусно меняя позиции, вывел из строя свыше десяти противников. Приказом по 32-й гвардейской стрелковой дивизии от 30 апреля 1944 года за мужество и отвагу, проявленные в боях, старшина Рыженькин Иван Семёнович награждён орденом Славы 3-й степени.
В боях за город Севастополь 30 апреля 1944 года, находясь в боевых порядках пехоты, вел прицельный огонь по противнику в районе Сапун-горы и маяка и подавил семь пулеметных точек и два миномета, истребил до двадцати солдат. Приказом от 9 июля 1944 года за мужество и отвагу, проявленные в боях, старшина Рыженькин Иван Семёнович награждён орденом Славы 2-й степени.
Гвардии старшина Иван Рыженькин в составе 82-го гвардейского стрелкового полка в боях у населенного пункта Радвилишки 26 июля 1944 года подавил несколько огневых точек, поразил до пятнадцати противников. Отражая контратаку противника, огнём из миномета отсек пехоту от штурмовых орудий, прижал её к земле, нанес врагу большой урон.
Указом Президиума Верховного Совета СССР от 24 марта 1945 года за образцовое выполнение заданий командования в боях с немецко-вражескими захватчиками гвардии старшина Рыженькин Иван Семёнович награждён орденом Славы 1-й степени, став полным кавалером ордена Славы.
После войны продолжал службу в Вооруженных Силах СССР. В 1946 году окончил Свердловское пехотное училище. В 1954 году капитан И. С. Рыженькин уволен в запас.
В 1956 году окончил сельскохозяйственный техникум. Жил в поселке городского типа Выгоничи Брянской области. Работал главным агрономом совхоза «Северный». Скончался 4 декабря 1979 года.
Награждён орденом Красного Знамени, орденами Славы 1-й, 2-й и 3-й степени, медалями.